# 奥塞布尔
奥塞布尔（英語：Au Sable）是位于美国纽约州克林顿县的一个镇，地处克林顿县东南角、普拉茨堡以南，建于1839年。2010年美国人口普查时，该镇有3146人。其名称来源于流经该地的奥塞布尔河。